# Берёзкин, Михаил Яковлевич
Михаил Яковлевич Берёзкин (6 октября 1909, Владимирская губерния — 15 ноября 1980, Крутово) — старший сержант Рабоче-крестьянской Красной Армии, участник Великой Отечественной войны, Герой Советского Союза (1945).

## Биография
Михаил Берёзкин родился 6 октября 1909 года в деревне Крутово (ныне — Петушинский район Владимирской области) в крестьянской семье. После окончания торфяного техникума в Орехово-Зуево работал мастером на кооперативной артели. В 1932—1934 годах проходил службу в Рабоче-крестьянской Красной Армии. В июне 1941 года был призван в армию повторно, с июля того же года — на фронтах Великой Отечественной войны.
К марту 1945 года старший сержант Михаил Берёзкин командовал отделением 435-го стрелкового полка 208-й стрелковой дивизии 50-й армии 3-го Белорусского фронта. Отличился во время боёв в Восточной Пруссии на подступах к городу Кёнигсберг (ныне — Калининград). После выбытия из строя командира взвода Берёзкин, заменив его, 27-29 марта 1945 года зашёл в тыл к немецким подразделениям, уничтожив и взяв в плен множество вражеских солдат и офицеров. В районе посёлка Фришес Хафф (ныне — Калининградский) Берёзкин принимал активное участие в отражении трёх немецких контратак. В ночь с 6 на 7 апреля 1945 года отделение Берёзкина по болотам вышло к окраине Кёнигсберга. На рассвете 7 апреля его бойцы разведали месторасположение огневых средств противника, после чего передали целеуказание. Принимал участие в штурме фортов.
Указом Президиума Верховного Совета СССР от 29 июня 1945 года старший сержант Михаил Берёзкин был удостоен высокого звания Героя Советского Союза с вручением ордена Ленина и медали «Золотая Звезда».
После окончания войны Берёзкин был демобилизован, после чего вернулся в родную деревню, где проживал и работал. В 1946 году вступил в ВКП(б). Умер 15 ноября 1980 года.
Был также награждён орденом Славы 3-й степени, а также рядом медалей.